# (4054) Turnov
(4054) Turnov (1983 TL) – planetoida z pasa głównego asteroid okrążająca Słońce w ciągu 5,31 lat w średniej odległości 3,04 j.a. Odkryta 5 października 1983 roku.